# Août 1906

## Événements
- 5 août : les émeutes et les grèves obligent le Chah de Perse à convoquer une assemblée nationale, le majlis, qui élabore une constitution libérale.
- 16 août :
  - Tremblement de terre de Valparaíso;
  - Cuba : Guerrita de Agosto.
- 19 août :
  - Canada : signature du Traité 10 entre le roi et les premières nations du centre de la Saskatchewan et de l'est de l'Alberta;
  - Traian Vuia effectue un vol de 25 mètres à une altitude de 2,5 mètres au bord de Vuia N°1 légèrement modifié. Le vol, terminé par une chute, est rendu public dans le numéro de septembre de L'Aérophile.
- 25 août, Russie[1] : attentat manqué contre Stolypine.
- 26 août : le roi Edouard VII octroie les Armoiries de la Saskatchewan.
- 27 aout - 5 septembre : le 2e congrès mondial d’espéranto a lieu à Genève.

## Naissances
- 4 août : Marie-José de Belgique, reine d'Italie († 2001).
- 5 août : 
  - John Huston, acteur, scénariste et réalisateur américain († 28 août 1987).
  - Francis Walder, écrivain belge d'expression française († 16 avril 1987).
  - Joan Hickson, actrice anglaise († 17 octobre 1998).
- 19 août: Eddie Durham, tromboniste, guitariste et arrangeur de jazz américain († 6 mars 1987).
- 25 août : Eugen Gerstenmaier, président du Bundestag (Allemagne) entre 1954 et 1969 († 13 mars 1986).
- 28 août: John Betjeman, écrivain, poète et journaliste britannique († 1984).
- 30 août: Maurice Archambaud, coureur cycliste français († 3 décembre 1955).

## Décès
- 24 août : Alfred Stevens, artiste peintre belge (° 11 mai 1823).